# Rue du Colonel-Combes
La rue du Colonel-Combes est une voie du 7e arrondissement de Paris, en France.

## Situation et accès
La rue du Colonel-Combes est une voie publique située dans le 7e arrondissement de Paris. Elle débute au 6, rue Jean-Nicot et se termine au 5, rue Malar.
Le quartier est desservi par la ligne C du RER à la gare du Pont de l'Alma.

## Origine du nom
Cette voie porte le nom du colonel Michel Combes (1787-1837), mort lors de l’assaut de Constantine (Algérie).

## Historique
Tracée sur le plan de Jaillot, mais sans dénomination, cette voie précédemment dénommée « rue du Pont-de-la-Triperie » à cause d'un petit pont que l'on passait pour aller à une triperie située rue des Cygnes,  devint par abréviation la « rue de la Triperie ». Lors de la construction de l'entrepôt des Tabacs du Gros-Caillou, la partie qui s'étendait jusqu'au quai d'Orsay a été supprimée.
Elle est ensuite dénommée « rue Combes » par un décret du 24 août 1864.

## Bâtiments remarquables et lieux de mémoire

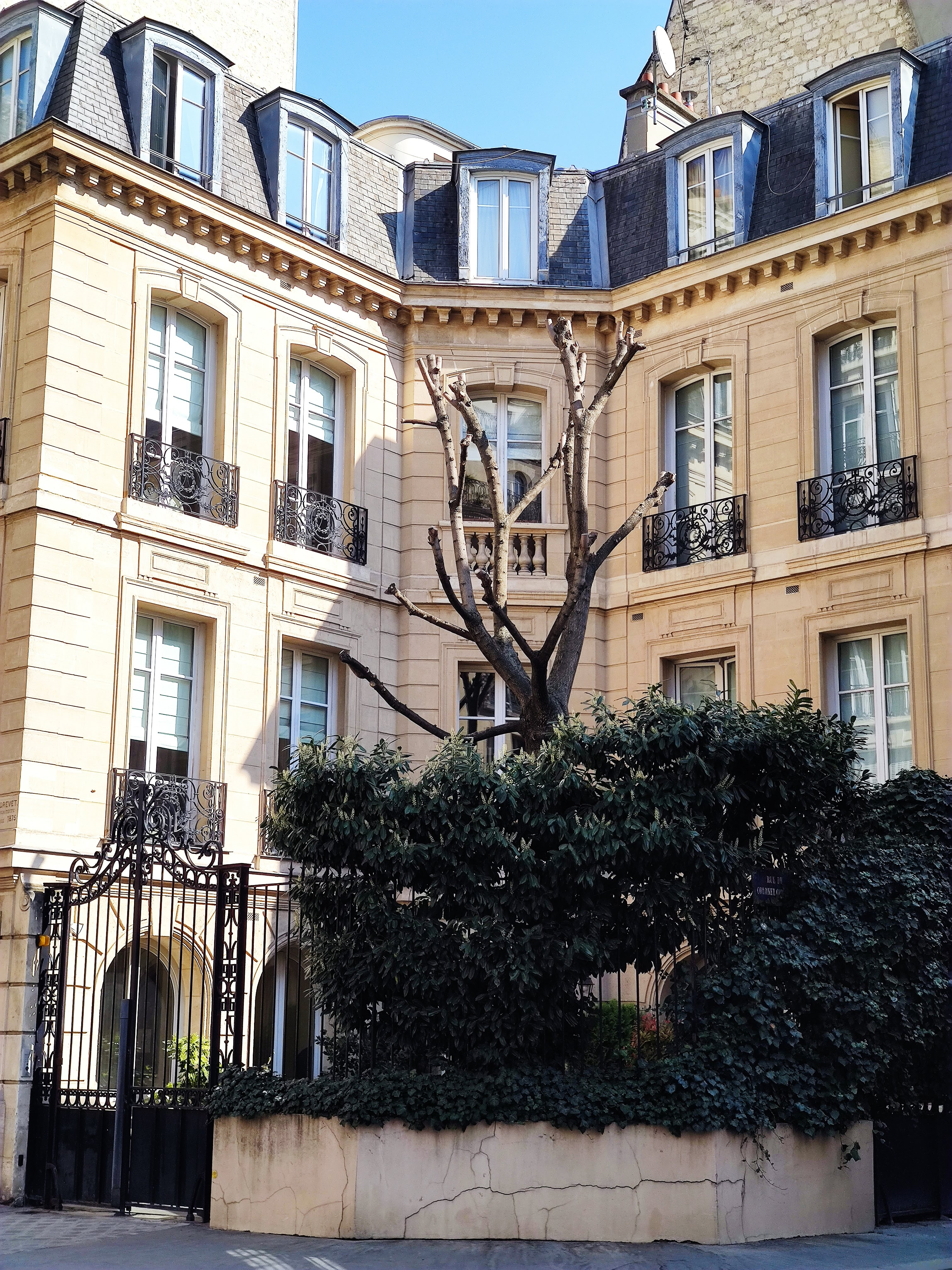
Ancien hôtel particulier à l'angle des rues Malar et du Colonel-Combes.

- No 10 (et 5, rue Malar) : ancien hôtel particulier construit en 1875 par l’architecte Jacques Drevet[2], signé en façade. En 1897 y demeure le marquis de Pierres de Louvières[3]. En 1899, un « bel » appartement au premier étage comprenant « antichambre, 2 salons, salle à manger, 3 chambres de maîtres, 4 chambres de domestiques, jardin, écurie 3 chevaux » y est à vendre pour la somme de 6000 francs[4].